# Shay Sights
Shay Sights (Edmonton, Canadá; 27 de marzo de 1973) es una actriz pornográfica canadiense.
De joven, Sights estuvo trabajando como bailarina exótica desde 1992. En ese camino se hizo amiga de Dyanna Lauren, quien la introdujo con la gente de Vivid Video y Jim South.
Sights estuvo algún tiempo casada con Miles Long, camarógrafo y técnico que trabajó para Jill Kelly y Michael Ninn. También salió un tiempo con Nick Manning.

## Premios
| Año  | Ceremonia   | Resultado | Premio                         | Película                                   |
| ---- | ----------- | --------- | ------------------------------ | ------------------------------------------ |
| 2002 | Premios AVN | Nominada  | Mejor Escena de Sexo Grupal.   | X-Rated Auditions 3.                       |
| 2004 | Premios AVN | Nominada  | Mejor Actuación de Striptease. |                                            |
| 2006 | Premios AVN | Nominada  | Mejor Escena de Sexo Grupal.   | Eternity, con Lauren Kain y Randy Spears). |